# Voedingskanaal
Het Voedingskanaal is een kort verbindingskanaal in Maastricht tussen de rivier de Maas en het begin van de Zuid-Willemsvaart, dat de buurt Boschpoort doorsnijdt. Het kanaal mondt uit in de Maas ter hoogte van papierproducent Sappi en aan de andere kant (via een duiker onder de Boscherweg) in de Zuid-Willemsvaart juist ten noorden van de kerk van Boschpoort.
Het kanaal is omstreeks 1867 aangelegd om de Zuid-Willemsvaart van voldoende water te kunnen voorzien. Het kanaal is dan ook niet voor de reguliere scheepvaart toegankelijk. Aan de zijde van de Maas is een aantal jaren geleden een voorziening getroffen, waarmee het kanaal bij hoogwater van de Maas kan worden afgesloten, om op deze manier te voorkomen dat delen van de buurt Boschpoort onder water komen te staan.